# Кольцо Керри

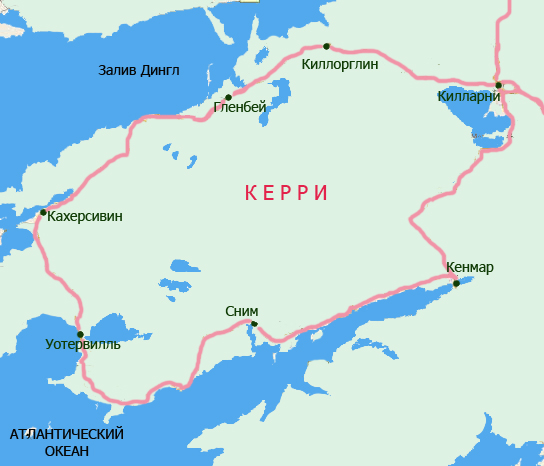
Схематическое изображение маршрута

Кольцо Керри (англ. Ring of Kerry) — один из самых известных туристических маршрутов в Ирландии, проходящий по полуострову Айверах на территории графства Керри.
Основные точки маршрута: Килларни — Кенмар — Сним — Уотервилл — Кахерсивин — Гленбей — Киллорглин. Протяженность — 166 км.
По пути маршрута встречается множество природных и историко-культурных достопримечательностей: замок Росс (сооружён в XV веке); Макросс Хаус (построен в XIX веке и превращен в музей); озёра Килларни, Национальный парк Килларни; Чёрная долина, водопад Торк; дом Дерринэна; дом Даниэля О’Коннела; острова Скеллинг; средневековая церковь Святого Майкла; кольцо друидов; Голубой бассейн; мужской монастырь францисканцев; церковь Святой Марии; деревня Бох и т. д.
Кольцо Керри можно проехать на автомобиле, но существуют и тропы для пеших туристов, а также велосипедный путь по старым ирландским дорогам.
Маршрут достаточно популярен среди туристов, в летние месяцы здесь проводятся автобусные экскурсии.

## Галерея

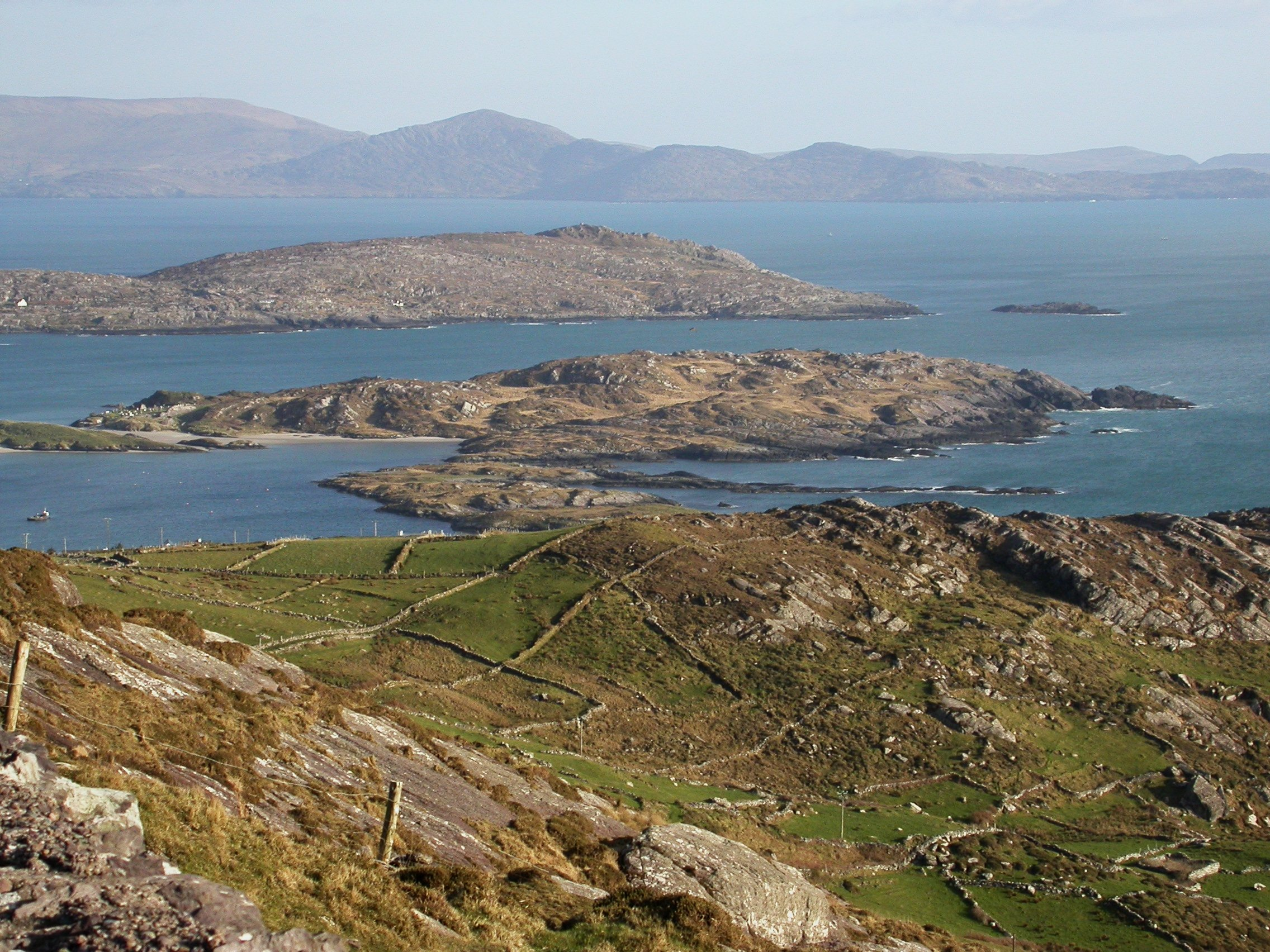
Панорамный вид Кольца Керри
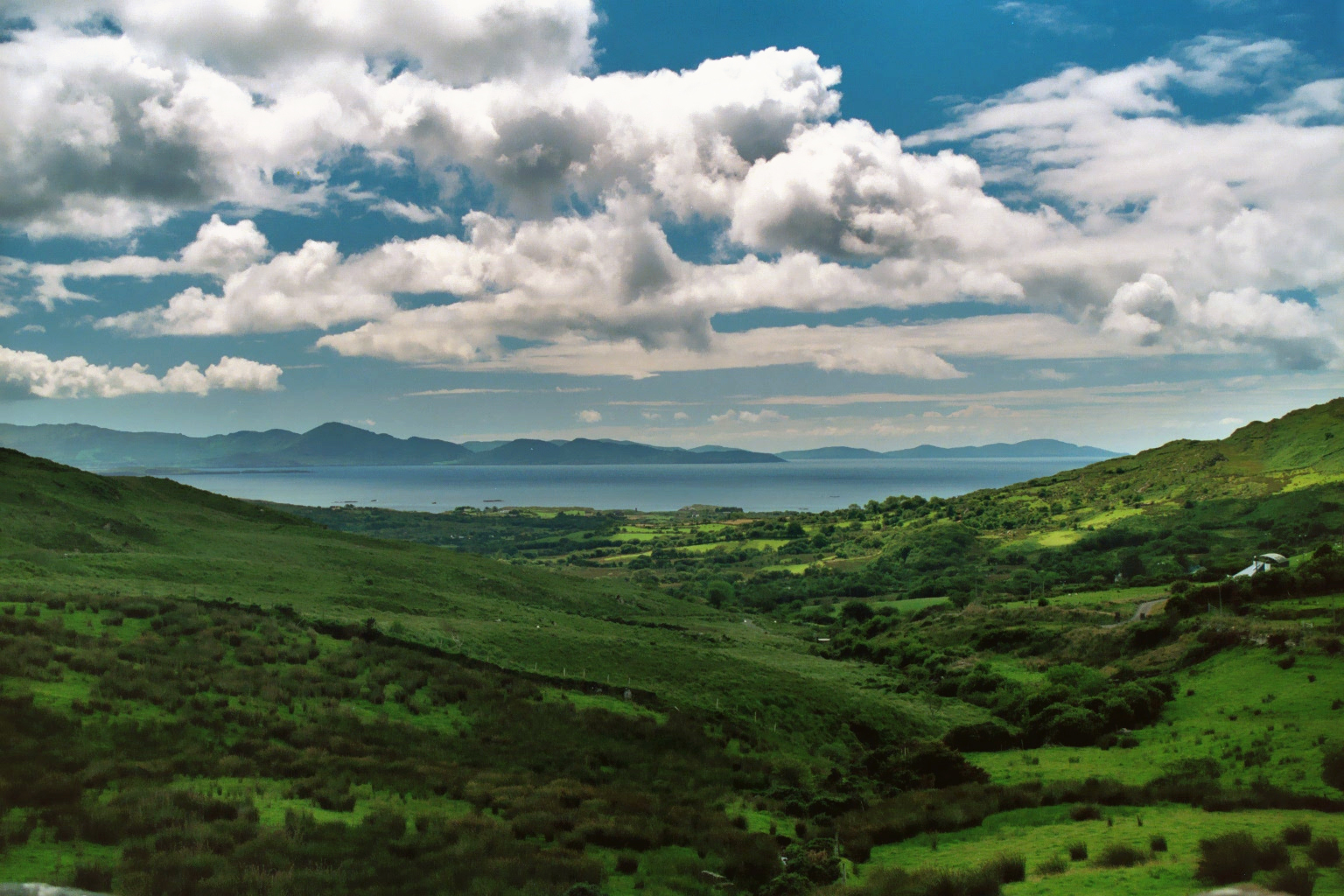
Панорамный вид Кольца Керри
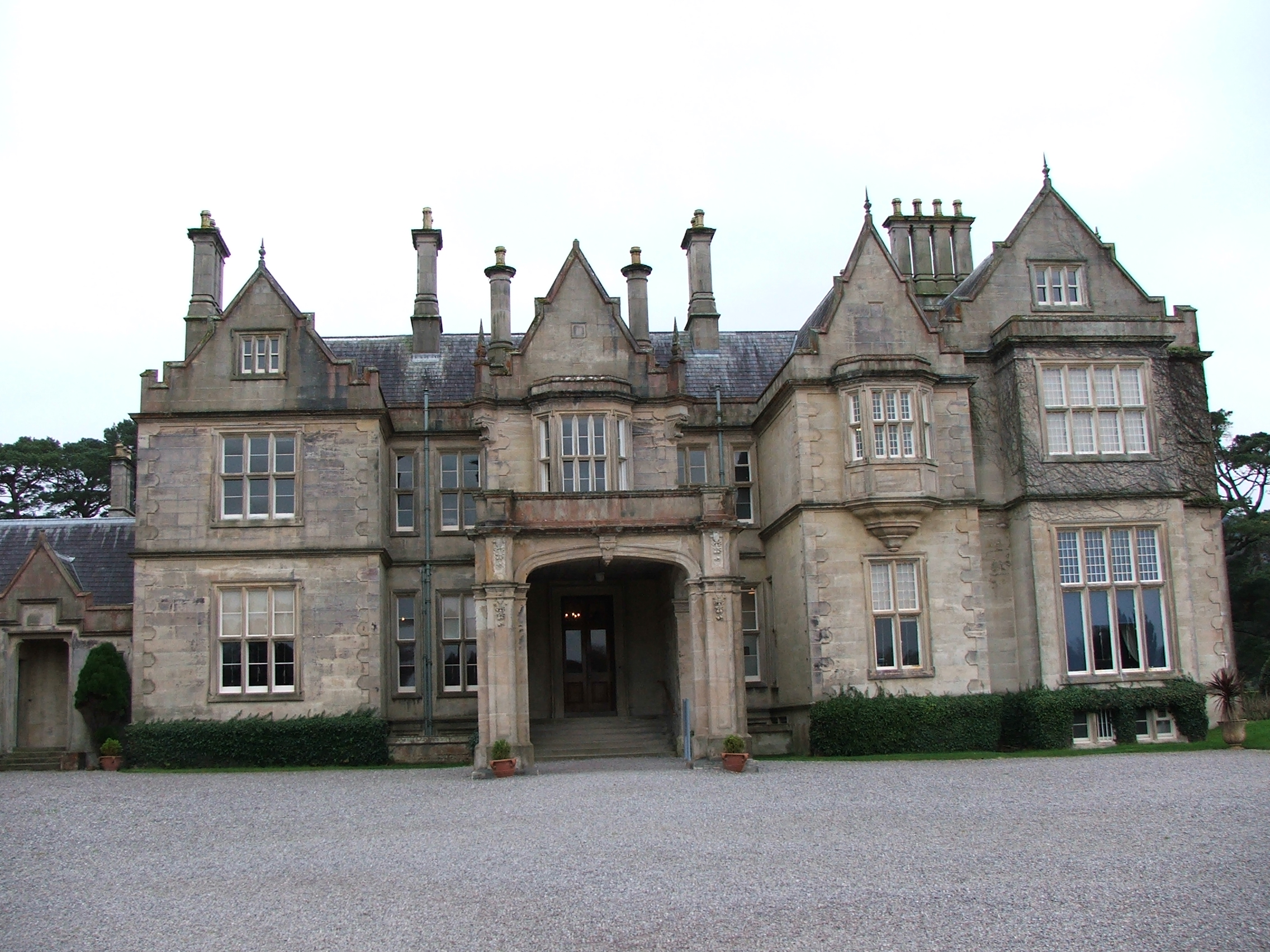
Макросс Хаус
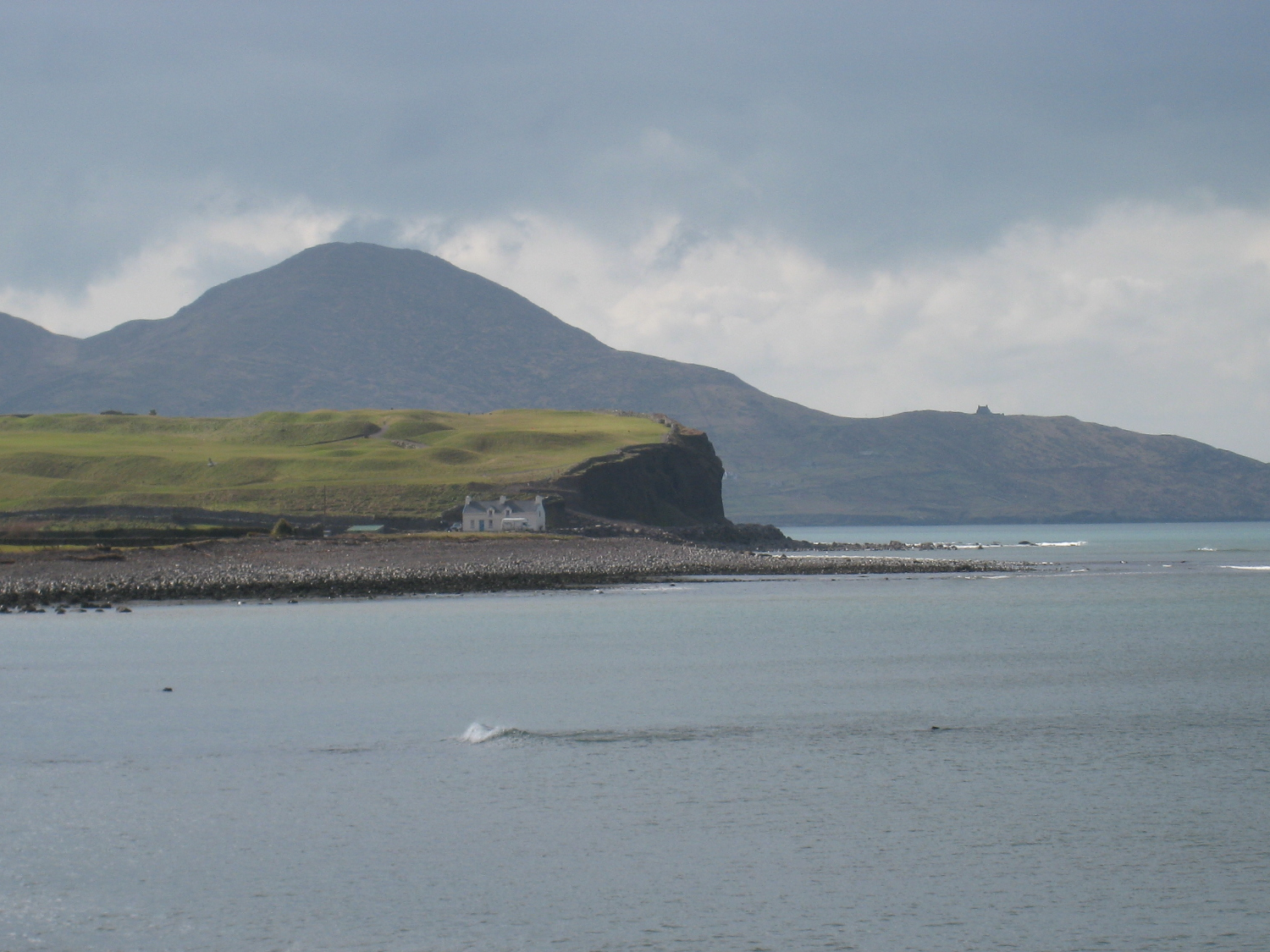
Побережье Уотервилла
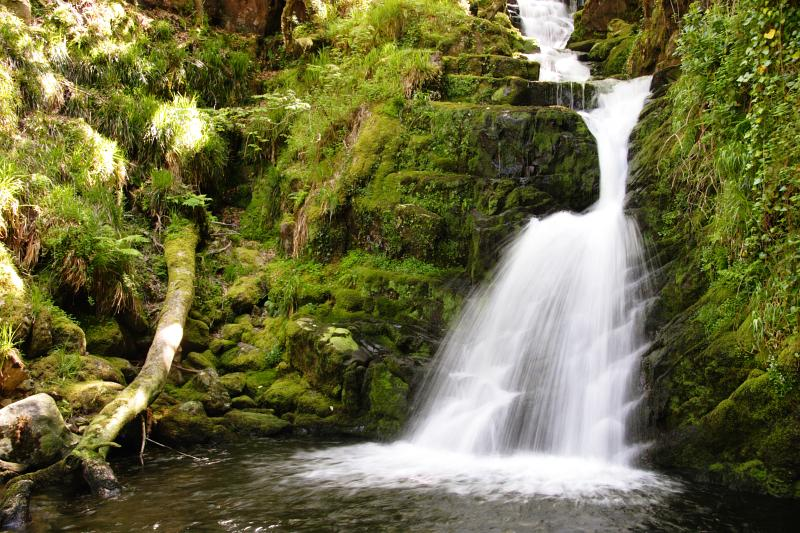
Водопад О`Салливан в Килларнийском национальном парке
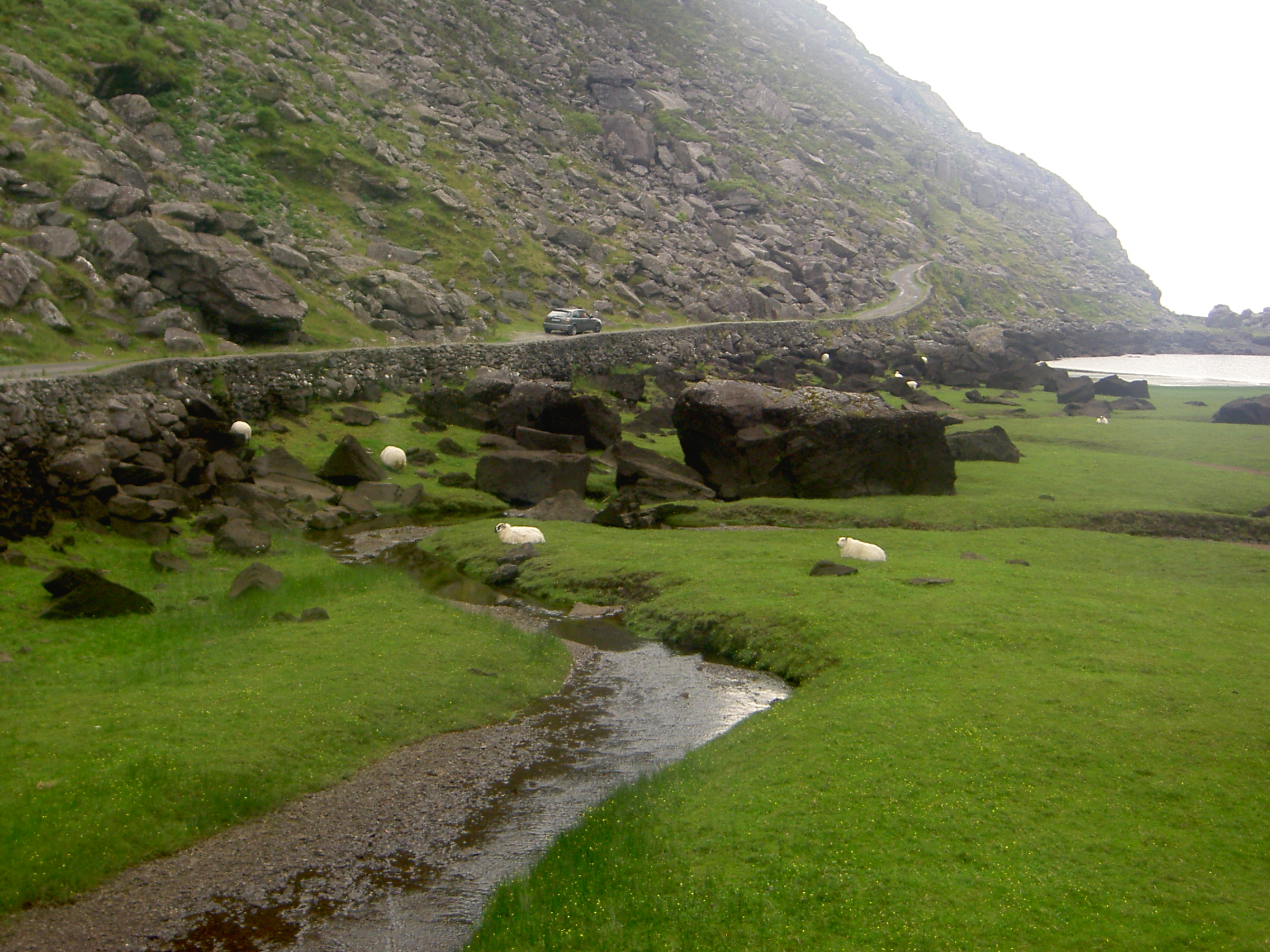
Чёрная долина
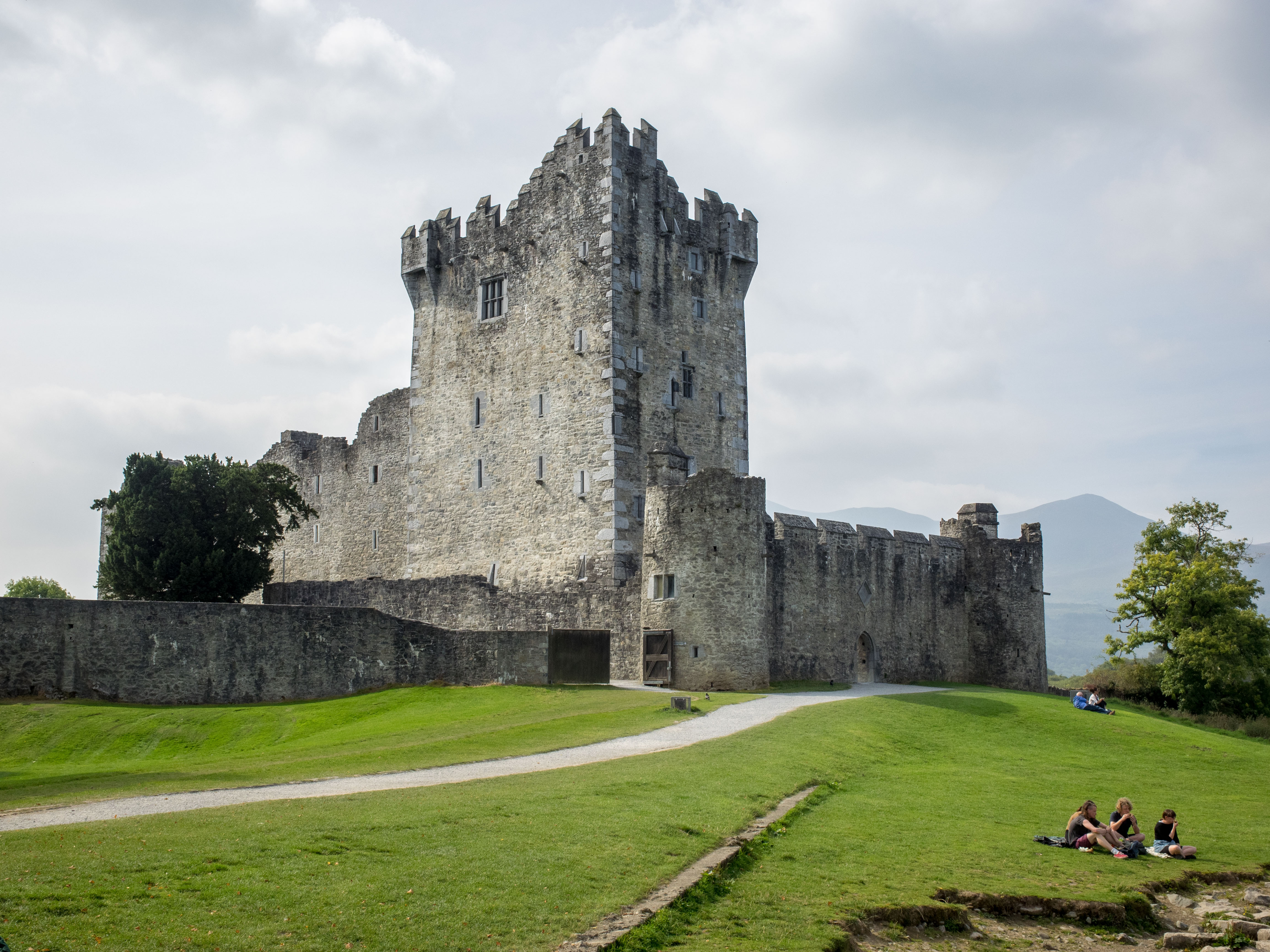
Замок Росс